# Lac Kawaguchi
Pour les articles homonymes, voir Kawaguchi (homonymie).
Le lac Kawaguchi (河口湖, Kawaguchiko, littéralement « lac de l'estuaire ») s'étend au nord du mont Fuji, sur l'île japonaise de Honshū.
Situé dans la préfecture de Yamanashi, il est le plus connu et le plus septentrional des Fujigoko. Il fait partie du parc national de Fuji-Hakone-Izu.
Kawaguchiko sert toute l'année de lieu de départ pour les personnes qui veulent escalader le mont Fuji. Il est situé à une altitude approximative de 830 mètres, ce qui explique des étés relativement frais et des hivers fréquemment glaciaux.
Sur ses rives se trouve le musée d'Art Kawaguchiko dans lequel on peut voir une petite collection de peintures et de photographies directement liées au mont Fuji.

## Climat
| Mois                                             | jan.       | fév.       | mars       | avril     | mai       | juin      | jui.      | août     | sep.     | oct.      | nov.      | déc.       | année      |
| ------------------------------------------------ | ---------- | ---------- | ---------- | --------- | --------- | --------- | --------- | -------- | -------- | --------- | --------- | ---------- | ---------- |
| Température minimale moyenne (°C)                | −5,7       | −4,8       | −1,3       | 3,7       | 8,9       | 13,7      | 18        | 18,5     | 14,8     | 8,7       | 2,2       | −2,9       | 6,1        |
| Température moyenne (°C)                         | −0,4       | 0,6        | 4,2        | 9,5       | 14,3      | 17,8      | 21,9      | 22,5     | 18,7     | 13        | 7,5       | 2,3        | 11         |
| Température maximale moyenne (°C)                | 5,5        | 6,6        | 10,5       | 16,1      | 20,6      | 23        | 27,2      | 28,1     | 23,8     | 18,3      | 13,8      | 8,5        | 16,8       |
| Record de froid (°C) date du record              | −22,1 1936 | −20,5 1947 | −18,1 1970 | −9,1 1945 | −3 1953   | 3,5 1935  | 4,2 1976  | 9,3 1956 | 2,3 2001 | −3,3 1936 | −9,5 1970 | −15,5 1976 | −22,1 1936 |
| Record de chaleur (°C) date du record            | 19,5 1969  | 20,2 2016  | 23,3 1998  | 29,9 1969 | 30,5 2009 | 33,4 1994 | 35,3 1946 | 35 2013  | 33 1992  | 29,7 2005 | 23,8 2000 | 21,2 2018  | 35,3 1946  |
| Ensoleillement (h)                               | 212,3      | 190,7      | 185,7      | 185,5     | 181       | 122,8     | 148,4     | 165,2    | 122,5    | 134,4     | 165,8     | 199,9      | 2 014,2    |
| Précipitations (mm)                              | 60,9       | 55,4       | 107,6      | 106,1     | 123,2     | 157,1     | 178,4     | 176,8    | 264,7    | 230       | 76        | 49,8       | 1 585,9    |
| dont neige (cm)                                  | 37         | 28         | 20         | 4         | 0         | 0         | 0         | 0        | 0        | 0         | 1         | 7          | 97         |
| Nombre de jours avec précipitations              | 4,9        | 5,1        | 9,1        | 8,5       | 9,4       | 11,5      | 11,7      | 10,1     | 11,1     | 10,1      | 6,7       | 4,6        | 102,9      |
| dont nombre de jours avec précipitations ≥ 10 mm | 1,8        | 1,8        | 3,6        | 3,5       | 3,9       | 4,7       | 5,1       | 4,3      | 5,8      | 4,9       | 2,5       | 1,7        | 43,7       |
| Humidité relative (%)                            | 62         | 63         | 67         | 68        | 73        | 80        | 81        | 81       | 82       | 81        | 74        | 66         | 73         |
| Nombre de jours avec neige                       | 4,4        | 4,3        | 3,1        | 0,7       | 0         | 0         | 0         | 0        | 0        | 0         | 0         | 1,2        | 13,8       |
| Nombre de jours d'orage                          | 0,1        | 0          | 0,1        | 0,2       | 0,6       | 0,3       | 1,8       | 2,5      | 0,8      | 0,1       | 0,2       | 0,3        | 7,6        |
| Nombre de jours avec brouillard                  | 2,1        | 2,9        | 3,8        | 2,8       | 2,1       | 3,9       | 3,5       | 2,6      | 3,2      | 6,3       | 7,2       | 3,3        | 43,8       |

| Diagramme climatique                                  |             |               |              |              |             |             |               |               |            |           |             |
| J                                                     | F           | M             | A            | M            | J           | J           | A             | S             | O          | N         | D           |
| 5,5−5,760,9                                           | 6,6−4,855,4 | 10,5−1,3107,6 | 16,13,7106,1 | 20,68,9123,2 | 2313,7157,1 | 27,218178,4 | 28,118,5176,8 | 23,814,8264,7 | 18,38,7230 | 13,82,276 | 8,5−2,949,8 |
| Moyennes : • Temp. maxi et mini °C • Précipitation mm |             |               |              |              |             |             |               |               |            |           |             |

## Galerie

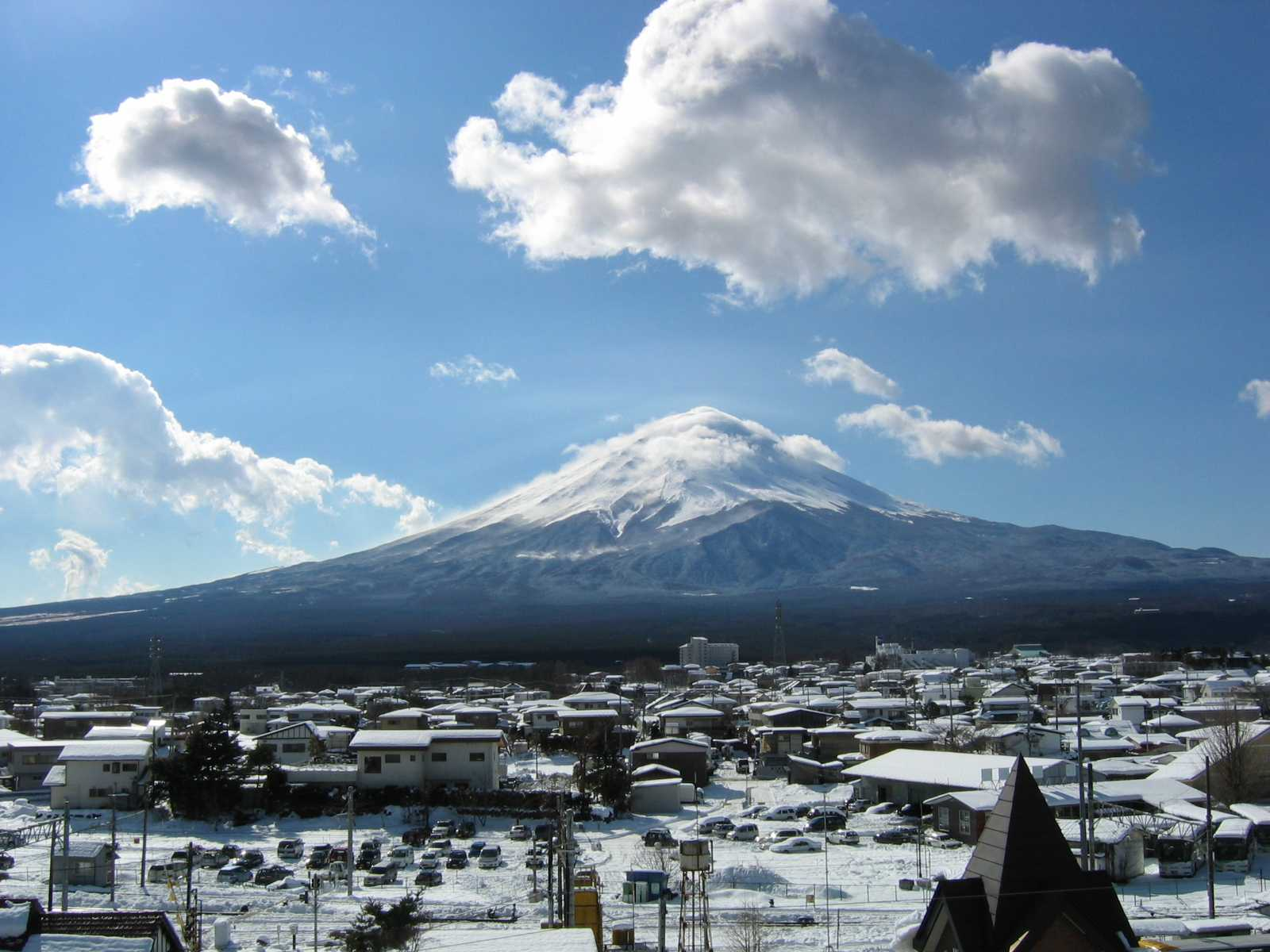
Mont Fuji et gare de Kawaguchiko.
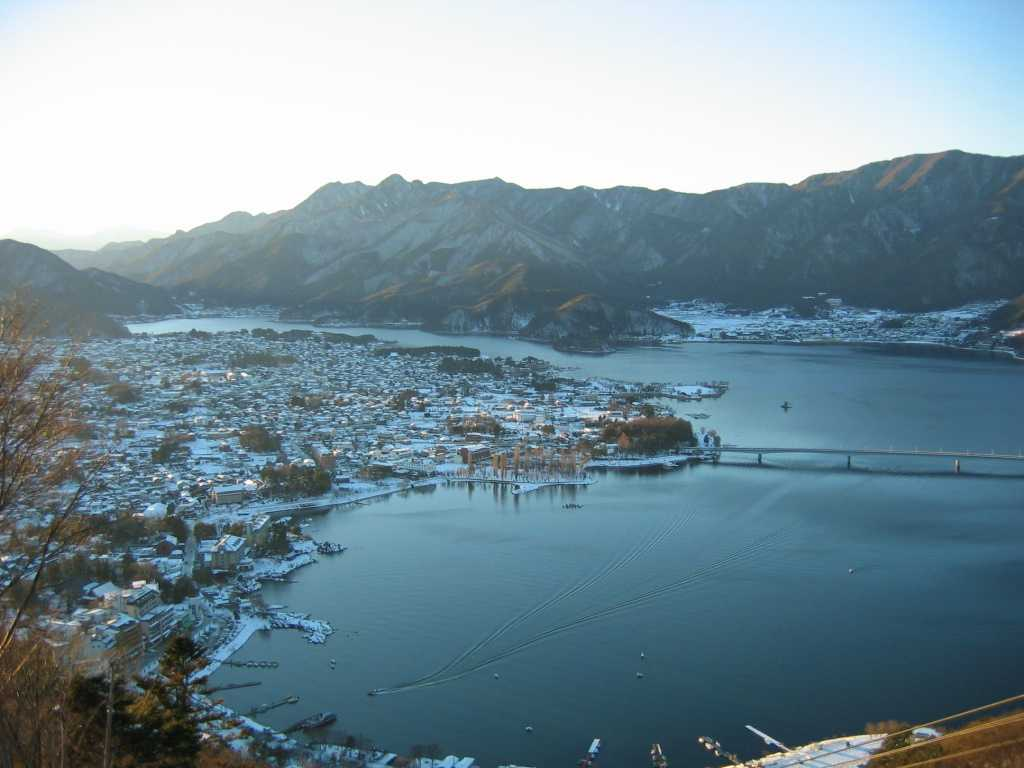
Le lac Kawaguchi vu depuis la montagne Kachikachi.
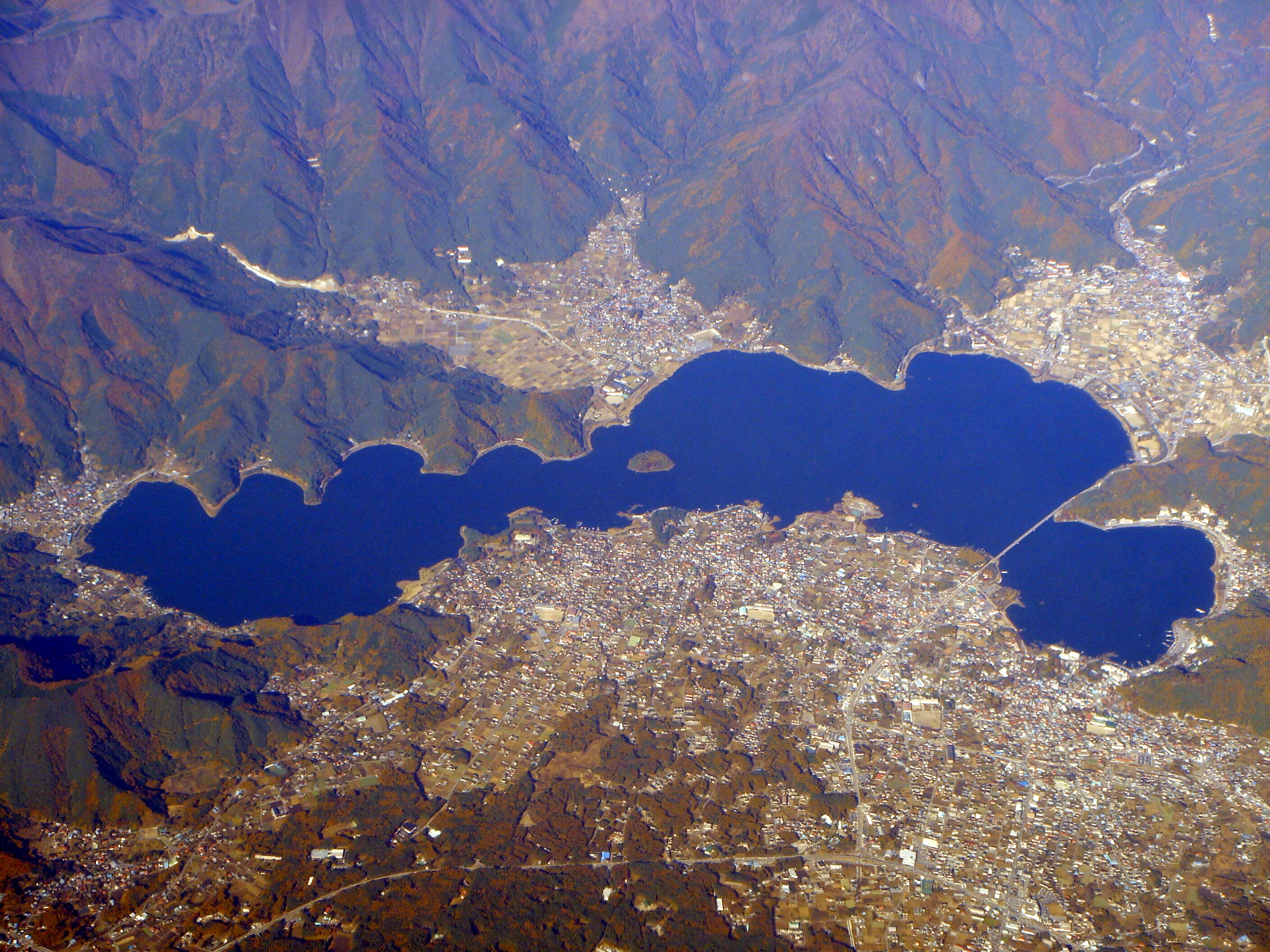
Vue satellite du lac.
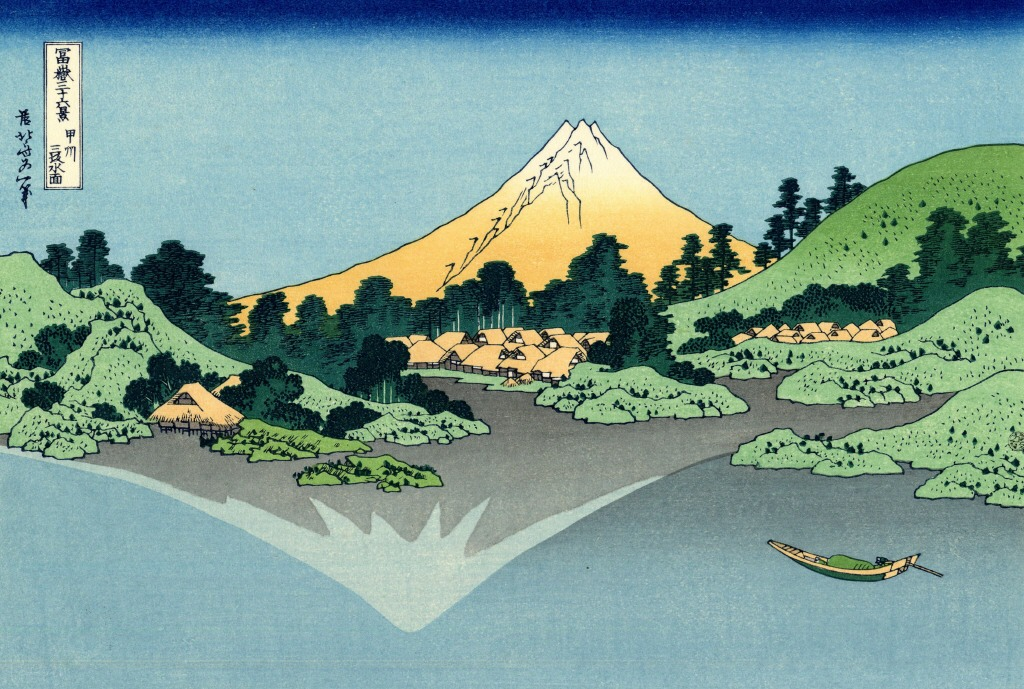
Hokusai.